# Rucheng Chengguanzhen (häradshuvudort i Kina, Hunan Sheng, lat 25,54, long 113,72)
Rucheng Chengguanzhen (kinesiska: Yu-ch’eng, Ju-ch’eng-hsien, Ju-ch’eng, 汝城城关镇, 汝城县) är en häradshuvudort i Kina. Den ligger i provinsen Hunan, i den södra delen av landet, omkring 300 kilometer söder om provinshuvudstaden Changsha. Antalet invånare är 330 260. Befolkningen består av 158 129 kvinnor och 172 131 män. Barn under 15 år utgör 22,0 %, vuxna 15-64 år 68 %, och äldre över 65 år 9,0 %.
Runt Rucheng Chengguanzhen är det ganska tätbefolkat, med 100 invånare per kvadratkilometer. Det finns inga andra samhällen i närheten. I omgivningarna runt Rucheng Chengguanzhen växer i huvudsak blandskog.
Genomsnittlig årsnederbörd är 1 948 millimeter. Den regnigaste månaden är maj, med i genomsnitt 308 mm nederbörd, och den torraste är oktober, med 35 mm nederbörd.